# Eurovision Young Dancers 2003
Der 10. Eurovision Young Dancers fand am 4. Juli 2003 in der Stadsschouwburg Amsterdam, in Amsterdam in den Niederlanden statt. Ausrichter war die der Sender NPS, welcher erstmals einen Eurovision Young Dancers austrug.
Durch eine Formatänderung gab es dieses Jahr drei Sieger. In der Kategorie Modern Dance gewann das schwedische Tanzpaar Kristina Oom & Sebastian Michanek den Preis, in der Kategorie Ballett hingegen gewann der ukrainische Tänzer Jerlin Ndudi. Der Preis Youth Jury Choice ging an das tschechische Tanzpaar Monika Hejduková & Viktor Konvalinka.

## Austragungsort
Als Austragungsort wählte NPS die Stadsschouwburg in Amsterdam aus. Es war das erste Mal, dass die Niederlande den Wettbewerb ausrichtete.

## Format
Auftreten konnten Tänzer zwischen 16 und 21 Jahren. Es konnten allerdings lediglich Solotänzer oder Paare antreten. Es gab erneut ein Halbfinale, da die Teilnehmeranzahl ansonsten den zeitlichen Rahmen sprengen würde. Dort traten alle 17 Teilnehmer gegeneinander an, wovon sich allerdings lediglich zehn für das Finale qualifizierten. Es gab auch weiterhin eine professionelle Jury, allerdings vergab diese, statt wie in den vorherigen Ausgaben Platz 1 bis 3, drei Preise 2003. Es gab jeweils einen Preis für die Kategorie Modern Dance sowie für Ballett. Ein weiterer Preis war die Youth Jury Choice, ein Preis der von einer externen Jury bestehend aus Jugendlichen Tänzern vergeben wird. Die Jurymitglieder der professionellen Jury waren folgende:
- Derrick Brown
- Paola Cantalupo
- Liz Imperio
- Susanne Linke
- Vladimir Vasiliev

### Moderation
Als Moderator fungierte die niederländische Journalisten und Moderatorin Aldith Hunkar.

## Teilnehmer

Länder, die 2003 teilgenommen haben
Länder, die bereits im Halbfinale ausgeschieden sind
Länder, die in der Vergangenheit teilgenommen haben, jedoch nicht 2003

Insgesamt 17 Länder nahmen am Eurovision Young Dancers 2003 teil, damit ein Land weniger als noch 2001. So zogen sich schließlich Deutschland, Irland und Österreich vom Wettbewerb zurück. Armenien und Rumänien gaben dagegen ihr Debüt. Für Armenien war es die erste Teilnahme an einem Eurovision-Wettbewerb.

## Halbfinale
Das Halbfinale 2003 fand am 2. Juli statt und somit zwei Tage vor dem Finale. Folgende Länder schieden bereits im Halbfinale aus:
| Land                   | Teilnehmer        | Tanz Choreografie (C)                    |
| ---------------------- | ----------------- | ---------------------------------------- |
| Armenien               | Avetik Karapetyan | Rhythm of Spirit C: H. Divanyan          |
| Belgien                | Sébastien Tassin  | Coppélia C: A. Saint-Léon                |
| Norwegen               | Caroline Roca     | Afraid of Beauty C: P. Touzeau           |
| Polen                  | Jakub Greda       | Solo Hip-Hop C: A. Grazul, R. Ziolkowski |
| Slowenien              | Anže Škrube       | Club Hoppin D. Popovski                  |
| Vereinigtes Königreich | Kate Lyons        | The Girl C: M. Baldwin                   |
| Zypern                 | Natalia Krekou    | After C: A. Hatjieftychiou               |

## Finale
Zehn Länder traten jeweils gegeneinander an. Lediglich drei Preise wurden bekanntgegeben.
| Preis             | Land                    | Teilnehmer                           | Tanz Choreografie (C)                         |
| ----------------- | ----------------------- | ------------------------------------ | --------------------------------------------- |
| Modern Dance      | Schweden                | Kristina Oom & Sebastian Michanek    | Light Beings C: M. Ek                         |
| Ballett           | Ukraine                 | Jerlin Ndudi                         | Le Corsaire C: M. Petipa                      |
| Youth Jury Choice | Tschechien              | Monika Hejduková & Viktor Konvalinka | The Twilight Of Innocence C: Kodel, Vágnerová |
| –                 | Estland                 | Maria Seletskaja                     | Swan Lake C: M. Petipa                        |
| –                 | Finnland                | Tiina Myllymäki                      | Paquita C: Makarova, M. Petipa                |
| –                 | Griechenland            | Elenina Nicolaou                     | Paquita C: M. Petipa                          |
| –                 | Lettland                | Linda Siliņa                         | La Primavera C: I. Lapsiņa                    |
| –                 | Niederlande (Gastgeber) | Joeri Dubbe                          | Perfect Skin C: E. Wubbe                      |
| –                 | Rumänien                | Ovidiu Matei Iancu                   | Swan Lake C: M. Petipa                        |
| –                 | Schweiz                 | Sarah-Jane Brodbeck                  | Don Quixote C: M. Petipa                      |

## Übertragung
Insgesamt 19 Fernsehanstalten übertrugen die Veranstaltung:
| Land                      | Sender              |
| Teilnehmende Länder       | Teilnehmende Länder |
| ------------------------- | ------------------- |
| Armenien                  | ARMTV               |
| Belgien                   | RTBF, VRT           |
| Estland                   | ETV                 |
| Finnland                  | YLE                 |
| Griechenland              | ERT                 |
| Lettland                  | LTV                 |
| Niederlande               | NOS, NPS            |
| Norwegen                  | NRK                 |
| Polen                     | TVP                 |
| Rumänien                  | TVR                 |
| Schweden                  | SVT                 |
| Schweiz                   | SF, TSR, RTSI       |
| Slowenien                 | RTV SLO             |
| Tschechien                | ČT                  |
| Ukraine                   | NTU                 |
| Vereinigtes Königreich    | BBC                 |
| Zypern                    | CyBC                |
| Nicht teilnehmende Länder |                     |
| Albanien                  | RTSH                |
| Deutschland               | 3sat                |
| Kroatien                  | HRT                 |
| Island                    | unbekannt           |
| Kosovo                    | RTK                 |
| Puerto Rico               | unbekannt           |
| Serbien und Montenegro    | YRT                 |